# Siegfried Dyck
Siegfried Dyck (* 3. August 1926 in Landsberg/Warthe; † 23. März 2017) war ein deutscher Hydrologe und Hochschullehrer.

## Leben
Siegfried Dyck studierte von 1947 bis 1952 an der TH Dresden Bauingenieurwesen mit der Vertiefung Wasserbau. 1956 wurde er dort promoviert.
Als Dipl.-Ing. ging er an das Institut für Wasserwirtschaft (IfW) in Berlin. Dort übernahm Dyck bald die Leitung der Abteilung „Hydrologie und Wassermengenwirtschaft“.
1967 wurde Dyck als Professor an die Technische Universität Dresden berufen und wurde der Leiter des neugegründeten Instituts für Hydrologie. Die Dresdener Schule der Hydrologie war sehr interdisziplinär angelegt. Dies war bis weit in die 1970er Jahre hinein in Deutschland einzigartig.
Die internationale Wertschätzung der Arbeit Dycks zeigte sich auch in den ihm übertragenen Funktionen: Präsident der International Commission for Water Resources Systems, von 1987 bis 1991 gewählter erster Vizepräsident der IAHS, Tätigkeiten in der IHD und dem IHP der UNESCO und dem OHP der WMO. 1992 verlieh ihm die IAHS den International Hydrology Price.
Dyck war seit 1986 korrespondierendes und seit 1990 ordentliches Mitglied der Akademie der Wissenschaften der DDR.

## Werke (Auswahl)
- Die Erfassung der Ausgleichswirkung von Talsperren mit Hilfe von Speicherausnutzungslinien. Diss. Dresden 1956.
- Verfahren zur Ermittlung der Speicherwirkung von Überjahresspeichern auf wahrscheinlichkeitstheoretischer Grundlage. Habil. Dresden 1966.
- Angewandte Hydrologie / Teil 1. Berechnung und Regelung des Durchflusses der Flüsse. Berlin 1976.
- Angewandte Hydrologie / Teil 2. Der Wasserhaushalt der Flussgebiete. Berlin 1978.
- Grundlagen der Hydrologie. Berlin 1983. (mit Gerd Peschke)